# Belagerung von Paris (885–886)
Die Belagerung von Paris durch die Wikinger in den Jahren 885 bis 886 war ein bedeutendes Ereignis in der Geschichte des Westfrankenreichs. Eine große Wikingerschar, angeführt von Sigfred und möglicherweise Rollo, segelte die Seine hinauf und erreichte Paris, das als strategisch wichtige Stadt galt. Nach der Weigerung der Pariser Verteidiger, den von den Wikingern geforderten Tribut zu zahlen, begann eine mehrmonatige Belagerung. Die Verteidigung der Stadt wurde von Graf Odo von Paris und Bischof Gauzlin organisiert. Paris war durch seine starken Mauern und die natürliche Lage auf einer Insel in der Seine gut geschützt. Die Wikinger versuchten wiederholt, die Stadt mit Belagerungsmaschinen und Angriffen zu erobern, scheiterten jedoch an der entschlossenen Verteidigung. Nach fast einem Jahr Belagerung zog König Karl der Dicke mit einem Heer heran, entschied sich jedoch, die Wikinger nicht militärisch zu bekämpfen. Stattdessen zahlte er ihnen Tribut, damit sie sich zurückzogen. Diese Entscheidung wurde von Zeitgenossen kritisiert, da sie als Schwäche des Königs wahrgenommen wurde. Die erfolgreiche Verteidigung von Paris stärkte das Ansehen von Graf Odo, der später König des Westfrankenreichs wurde. Die Belagerung gilt als ein Wendepunkt in den Wikingereinfällen, da sie die Widerstandskraft des Frankenreichs demonstrierte und langfristig zur Integration der Wikinger in das Reich beitrug, insbesondere durch die spätere Entstehung der Normandie.

## Hintergrund
Seit dem Ende des 8. Jahrhunderts wurden West- und Mitteleuropa von Raubzügen durch Wikinger bedroht. 793 plünderten sie das Kloster Lindisfarne an der englischen Küste und dehnten ihr Angriffsgebiet in der Folgezeit auf das Fränkische Reich aus. Das Fränkische Reich wurde nach dem Tode Karls des Großen 814 mehrfach unter dessen Nachkommen aufgeteilt, was mit Streitigkeiten verbunden war und eine Schwächung der Nachfolgereiche gegenüber äußeren Bedrohungen zur Folge hatte. Dänische Wikinger machten sich dies zunutze und plünderten insbesondere seit der Mitte des 9. Jahrhunderts zahlreiche Ortschaften im Westfrankenreich. Seit 845 wurde Paris wiederholt zum Ziel dänischer Angriffe. Graf Robert der Tapfere, der Ahnherr des Geschlechts der Robertiner, ließ die Befestigungen von Paris ausbauen und vertrieb mehrere Wikingerheere von seinem Territorium. 884 hatte sich König Karlmann mit 12.000 Pfund an Gold und Silber Frieden erkauft. Die Normannen hatten sich aufgeteilt, und während die einen ihr Winterquartier in Löwen bezogen, zogen andere nach England. Am 12. Dezember starb Karlmann. Die Normannen betrachteten sich nun als nicht mehr an die Vereinbarungen gebunden.

## Auftakt
Im Herbst 885 segelte eine etwa 30.000 Mann starke Wikinger-Streitmacht unter Siegfried und Rollo in Richtung Westfrankenreich. Da Karl III. die von ihnen geforderte Zahlung ablehnte, segelten sie die Seine hinauf. Am 25. November erreichten die Wikinger Paris. Nachdem Verhandlungen über ein friedliches Passieren der Stadt gescheitert waren, begannen die Wikinger, die Stadt zu belagern. Das Stadtgebiet von Paris beschränkte sich im späten 9. Jahrhundert noch auf die Île de la Cité. Die Stadt war durch zwei Brücken mit dem Festland verbunden, eine steinerne im Norden (heute Pont Notre-Dame) und eine hölzerne im Süden (Petit Pont), an deren Enden Wehrtürme errichtet worden waren. Die Brücken ermöglichten es, die Insel zu Fuß zu erreichen, aber sie waren zu niedrig, um den Schiffen der Wikinger die Durchfahrt zu ermöglichen. Für die Verteidigung standen den fränkischen Anführern Odo und Bischof Gauzlin nicht mehr als 200 Männer zur Verfügung.

## Kampf um Paris

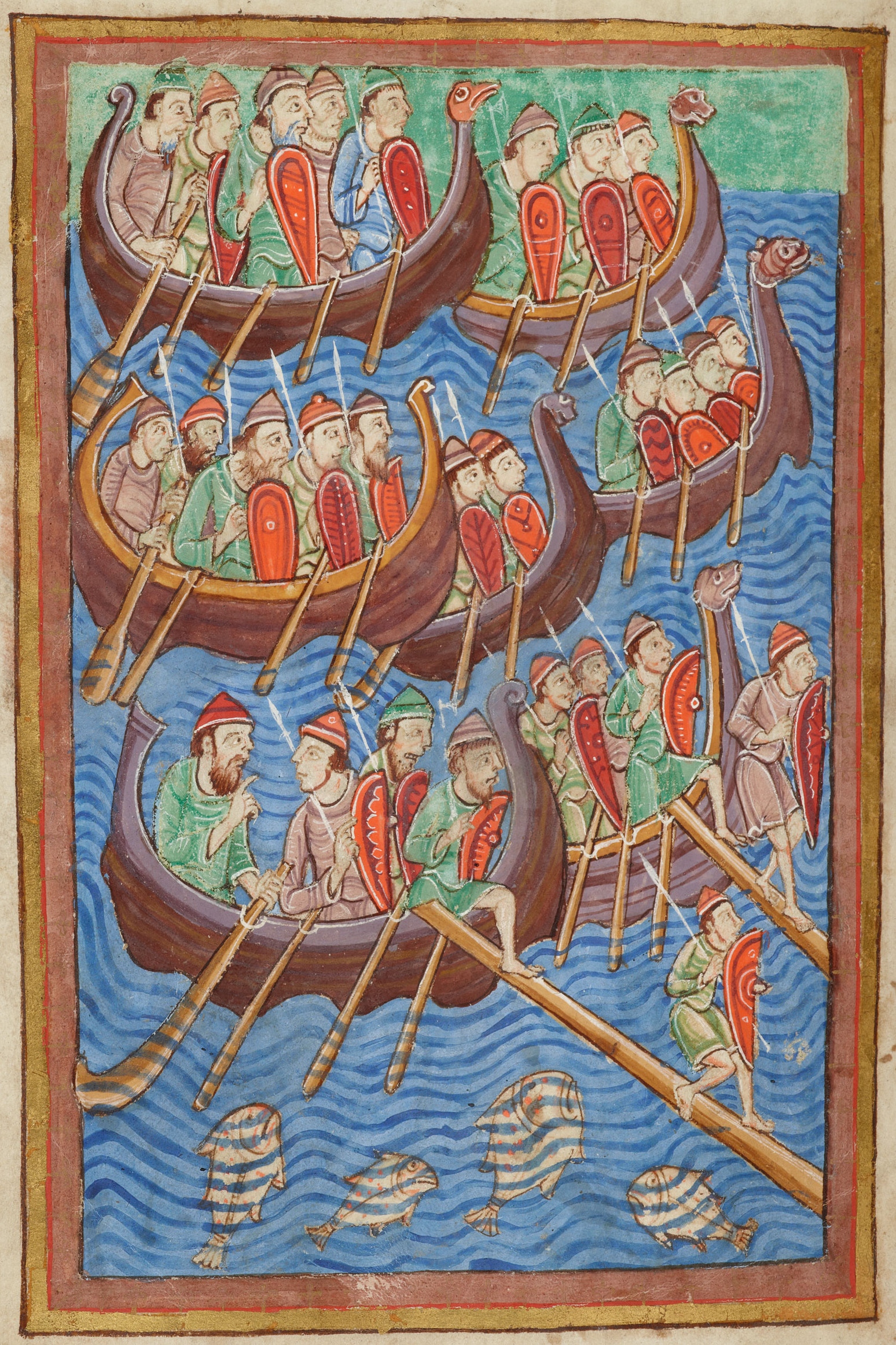
Darstellung der Wikinger (12. Jahrhundert)

Am 26. November 885 starteten die Wikinger einen ersten Angriff auf das Grand Châtelet, das zu diesem Zeitpunkt nur ein unvollendeter Steinturm war, der den Zugang zur Brücke „Grand Pont“ am rechten Ufer versperrte. Odo und Bischof Gauzlin konnten sich auf ein effektives Verteidigungssystem verlassen. Der Wirkungsbereich der Bogenschützen und der geworfenen Geschosse machte jegliches Vorrücken der Angreifer unmöglich. Am 27. und 28. November erneuerten die Wikinger ihren Angriff scheiterten jedoch erneut. Nach zwei Tagen blutiger Kämpfe entschieden sich die Wikinger, die Stadt zu belagern. Siegfried und Rollo ließen ein befestigtes Lager in der Nähe von Saint-Germain-le-Rond errichten und plünderten die umliegenden Gebiete, um ihre Versorgung sicherzustellen.
In den folgenden zwei Monaten bauten die Wikinger verschiedene Belagerungsmaschinen. Ende Januar begannen die Wikinger mit einem Großangriff. Nachdem sie mehrere Finten gestartet hatten, griffen sie die Brücke am rechten Ufer, mit Rammböcken an, wobei sie versuchten, die Gräben des Turms zuzuschütten. Der Angriff wurde am 1. Februar wiederholt aber heftiger Beschuss der fränkischen Mangen und Trebuchets ließ die Rammböcke nicht näherkommen. Am 2. Februar setzten die Wikinger Brandschiffe gegen die Brücke ein. Aber die meisten von ihnen sanken bevor sie die Brücke erreichten. Am 6. Februar 886 trat die Seine über die Ufer und riss die von harten Kämpfen stark beanspruchte Holzbrücke weg. In der Folge war der südlich der Brücke gelegene Turm von Paris abgeschnitten.
Durch die Zerstörung der Brücke wurde es den Dänen ermöglicht, ungehindert flussaufwärts zu fahren. Sie begaben sich auf einen Plünderungszug entlang der Seine, ließen aber genügend Kämpfer für das Aufrechterhalten der Belagerung zurück. In dieser Situation schickte Odo einen Boten an Heinrich, den Heerführer Karls III., mit der Bitte um Hilfe. Heinrich erschien im März vor Paris. Obwohl die Wikinger zahlenmäßig überlegen waren, blieben sie hinter ihren Verschanzungen. Anfang April musste Heinrich unverrichteter Dinge wieder abziehen. Nach Heinrichs Abzug errichteten die Wikinger auf dem rechten Seine Ufer auf dem Gebiet von Saint-Germain des Prés ein neues Lager. Odo und Gauzlin hofften nicht mehr auf Hilfe von außen und begannen Verhandlungen mit Siegfried. Nachdem Siegfried von Odo etwa 30 Kilogramm Silber erhalten hatte, zog er Mitte April mit seinen Truppen ab.
Rollo und seine Kämpfer waren aber nach wie vor entschlossen, Paris einzunehmen. Als im April eine Seuche in der Stadt ausbrach, der auch Bischof Gauzlin zum Opfer fiel, wurde die Lage für die Verteidiger kritisch. Graf Odo schlich sich an den Belagerern vorbei aus der Stadt, um zu Karl III. vorzudringen. Odo brachte schnell in Erfahrung, dass Karl sich bereits auf den Weg nach Paris gemacht hat, während Heinrichs Ankunft unmittelbar bevorstand. Mit der Unterstützung weniger Westfranken gelang es Graf Odo, nach einem Kampf mit den Dänen wieder Paris zu erreichen. Heinrich wurde jedoch auf dem Weg nach Paris getötet, während sich Karls Ankunft verzögerte.
Im Oktober erschien Karl III. vor Paris und schloss mit seinen Truppen das dänische Heer ein. Anstatt die Dänen anzugreifen, eröffnete Karl Verhandlungen mit ihnen. Dabei erklärte er sich bereit, den Dänen die Summe zu zahlen, die Graf Odo nicht zu zahlen bereit gewesen war. Karl III. gestand den dänischen Wikingern die freie Fahrt auf der Seine zu und versprach ihnen, einen Tribut von etwa 350 Kilogramm Silber zu leisten. Entgegen diesen Vereinbarungen verweigerte Graf Odo den Wikingern nach wie vor die Nutzung der Seine, so dass diese ihre Schiffe an Land holten und sie bis zur Marne transportierten.

## Weitere Entwicklung
Karls Ruf wurde durch sein entgegenkommendes Verhalten gegenüber den Wikingern schwer beschädigt. Bereits 887 wurde Karl III. von Arnulf von Kärnten zur Abdankung gezwungen und verbannt. Arnulf wurde zum neuen König des Ostfrankenreichs gewählt. Graf Odo wurde 888 zum westfränkischen König gewählt und setzte sich gegen den karolingischen Gegenkönig Karl den Einfältigen durch, den er aber zu seinem Nachfolger bestimmte. War Paris unter den Karolingern zu einem eher unbedeutenden Grafensitz geworden, hatte die Belagerung der Stadt durch die Wikinger ihre strategisch wichtige Lage verdeutlicht. Unter dem robertinischen König Odo gewann Paris auch politisch wieder an Bedeutung.
Die Dänen unternahmen nach der erfolglosen Belagerung von Paris immer weniger Plünderungszüge in das Landesinnere des Westfrankenreichs. Sie ließen sich an der Seine-Mündung nieder und wurden 911 nach einem letzten größeren Feldzug von Karl dem Einfältigen mit der Normandie belehnt. Die Seine-Wikinger unter Rollo verpflichteten sich, ihr Lehen gegen Invasoren zu verteidigen, und nahmen den christlichen Glauben an. 912 wurde Rollo als Vasall des westfränkischen Königs zum Graf von Rouen ernannt, aber behielt trotzdem seine Macht als Jarl der Seine-Wikinger.